# Porcelaine (papillon)
Pheosia tremula
Pour les articles homonymes, voir Porcelaine (homonymie).
Espèce
La Porcelaine (Pheosia tremula) est une espèce paléarctique de lépidoptères (papillons) de la famille des Notodontidae.

## Morphologie

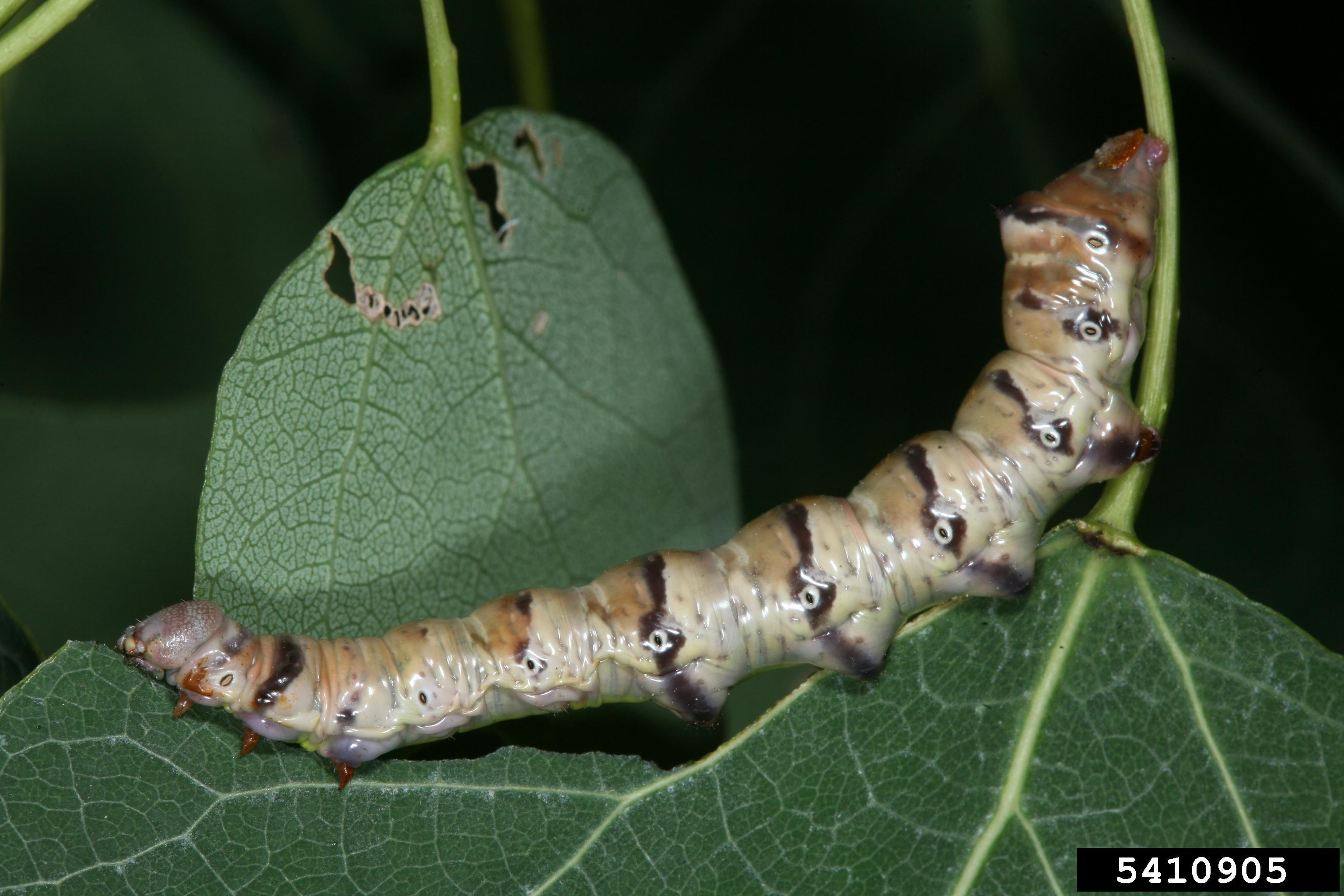
Larve (chenille) de Pheosia tremula.

Le mâle a une envergure de 22 à 25 mm.

## Distribution et biotopes
Cette espèce est répandue de l’Europe à la région du fleuve Amour. Elle est présente presque partout en France continentale.
On la trouve dans les forêts et les prairies jusqu’à 2 200 m d'altitude.

## Biologie
- Période de vol : d’avril à septembre en deux générations.
- Plantes-hôtes : Populus, Salix et Betula[1].